# Кораблёво (Селезянское сельское поселение)
Кораблёво — деревня в Еткульском районе Челябинской области России. Входит в состав Селезянского сельского поселения.

## География
Деревня находится на востоке Челябинской области, в лесостепной зоне, на берегу озера Карагуш, на расстоянии 11 километров (по прямой) к северо-востоку от села Еткуль, административного центра района. Абсолютная высота 192 метра над уровнем моря.

## Население
| 2002 | 2010 |
| ---- | ---- |
| 137  | ↘93  |

Гендерный состав
По данным Всероссийской переписи населения 2010 года в гендерной структуре населения мужчины составляли 48,4 %, женщины — 51,6 %.
Национальный состав
Согласно результатам переписи 2002 года, в национальной структуре населения русские составляли 93 %.

## Улицы
Уличная сеть деревни состоит из двух улиц и шести переулков.